# Eugene Sledge

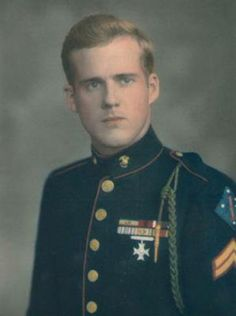
Eugene Sledge

Eugene Bondurant Sledge (* 4. November 1923 in Mobile (Alabama); † 3. März 2001 in Montevallo) war ein US-amerikanischer Soldat, Autor und Hochschullehrer. Seine Kriegserinnerungen Vom alten Schlag: Der Zweite Weltkrieg am anderen Ende der Welt. Erinnerungen bildeten eine der Quellen sowohl für die siebenteilige (in Deutschland vierzehnteilige) Dokumentarreihe The War als auch für die zehnteilige Miniserie The Pacific.

## Militärische Laufbahn
Nach dem japanischen Angriff auf Pearl Harbor wollte sich Sledge zusammen mit seinem besten Freund Sidney Phillips freiwillig zum United States Marine Corps melden, was aber aufgrund einer nicht vollständig ausgeheilten Herzerkrankung zu diesem Zeitpunkt noch nicht möglich war. Nach dem Abschluss der High School im Mai 1942 besuchte er zunächst kurzzeitig das Marion Military Institute in Marion, Alabama. Erst im Dezember 1942 konnte er seinen ursprünglichen Wunsch verwirklichen und in das US Marine Corps eintreten. Nach seiner Ausbildung zum Mörserschützen wurde er der 1. US-Marinedivision zugeteilt. Im Pazifikkrieg nahm er als Private First Class an den Schlachten um Peleliu und Okinawa teil. Seine in einem neuen Testament festgehaltenen Erlebnisse dienten ihm später als Grundlage für seine Kriegserinnerungen.
Nach Kriegsende diente Sledge zunächst in Peking, bis er im Februar 1946 im Rang eines Corporals aus dem Militärdienst entlassen wurde.

## Wissenschaftliche Karriere
Nach seiner Entlassung schrieb sich Sledge am Alabama Polytechnic Institute (API) (heute Auburn University) ein, wo er im Sommer 1949 den Bachelor of Science erwarb. 1953 kehrte er als Wissenschaftlicher Assistent dorthin zurück und erwarb im Sommer 1955 den Master of Science in Botanik.
Ab 1956 war Sledge Wissenschaftlicher Assistent und Doktorand an der University of Florida und spezialisierte sich auf Helminthologie. 1960 erwarb er seinen Doktortitel in Biologie; seine Doktorarbeit behandelte Nematoden und ihren Einfluss auf verschiedene Getreidearten. Bis 1962 war er Angestellter bei der Division of Plant Industry beim Landwirtschaftsministerium von Florida.
Im Sommer 1962 wurde Sledge Assistenzprofessor für Biologie beim Alabama College (heute University of Montevallo), im Jahr 1970 ordentlicher Professor. Er lehrte unter anderem Zoologie, Ornithologie und vergleichende Anatomie.

## Privatleben
Am 12. März 1952 heiratete er Jeanne Marie Arceneaux (1927–2022). Aus der Ehe gingen die Söhne John Sturdivant Sledge (* 1957) und William Henry Sledge (* 1965) hervor. Im Jahr 2001 starb Sledge in Montevallo (Shelby County, Alabama) an den Folgen von Magenkrebs.

## Werke

### With the Old Breed: At Peleliu and Okinawa
1981 veröffentlichte Sledge unter dem Titel With the Old Breed: At Peleliu and Okinawa (dt.: Vom alten Schlag: Der Zweite Weltkrieg am anderen Ende der Welt. Erinnerungen) seine Erinnerungen an seine Einsätze mit dem United States Marine Corps; Neuauflagen erschienen 1990 und 2007.

### China Marine: An Infantryman's Life after World War II
Ein zweiter Band Memoiren mit dem Titel China Marine: An Infantryman's Life after World War II wurde erst postum im Jahr 2002 veröffentlicht (ein Jahr später erschien die Taschenbuchausgabe). In diesem Buch schildert Sledge seinen Dienst in Peking nach Kriegsende, seine Rückkehr nach Mobile und die Auswirkungen seiner traumatischen Erlebnisse auf sein späteres Zivilleben.

## Fernsehen
Im Jahre 1992 war Eugene Sledge in dem Dokumentarfilm Peleliu 1944: Horror in the Pacific zu sehen.
Im Jahr 2006 verwendete der amerikanische Regisseur Ken Burns With the Old Breed als eine der Quellen für seine siebenteilige (in Deutschland vierzehnteilige) Dokumentarreihe The War über den Zweiten Weltkrieg. Auch wörtliche Zitate aus dem Buch waren in der Serie zu hören.
In der von Tom Hanks und Steven Spielberg produzierten und 2010 erstmals ausgestrahlten zehnteiligen Miniserie The Pacific diente With the Old Breed nicht nur als eine der beiden Hauptvorlagen (zusammen mit Helmet for My Pillow von Robert Leckie); Eugene Sledge war auch eine der drei Hauptfiguren der Serie. Dargestellt wurde er von Joseph Mazzello.

## Orden
Sledge erhielt folgende Orden:
- Navy Presidential Unit Citation
- Good Conduct Medal
- American Campaign Medal
- Asiatic-Pacific Campaign Medal
- World War II Victory Medal
- Navy Occupation Service Medal

## Werke
- E. B. Sledge: With the Old Breed: At Peleliu and Okinawa. Oxford University Press, USA, 1990, ISBN 0-19-506714-2.
  - E. B. Sledge: Vom alten Schlag: Der Zweite Weltkrieg am anderen Ende der Welt. Erinnerungen. riva Verlag, München 2019, ISBN 978-3-7423-1166-5.
- E. B. Sledge: China Marine. University of Alabama Press, USA, 2002, ISBN 0-8173-1161-0.